# Краузе, Гюнтер
Гюнтер Краузе (нем. Günther Krause, 3 сентября 1953 года) — немецкий политик в чине статс-секретаря, подписавший со стороны ГДР договор о объединении Германии (Einigungsvertrag) в 1990 году. С 1991 по 1993 занимал пост министра транспорта ФРГ. 
Начал свою карьеру в Ростоке как инженер. В 1975 году вступил в христианский демократический союз. В ГДР являлся старшим советником председателя Совмина ГДР Лотара де Мезьера. После ликвидации ГДР получил пост министра транспорта в ФРГ, однако покинул его со скандалом. Затем Краузе стал бизнесменом по продаже недвижимости, но и тут он был обвинен в финансовых злоупотреблениях и осужден в 2002 году на три года